# Marijan Brecelj
Dr. Marijan Brecelj (partyzánský pseudonym Miha Borštnik; 23. dubna 1910 – 7. ledna 1989) byl slovinský právník, křesťanský socialista, účastník národněosvobozeneckého boje a národní hrdina Jugoslávie.

## Život a politická činnost
Brecelj se narodil v okněžněném hrabství Gorice a Gradiška v roce 1910. Právnickou fakultu Univerzity v Lublani absolvoval v roce 1934 a v Lublani poté působil i jako právník. Po okupaci Slovinska se zapojil do křesťansko-socialistického hnutí. Do června 1942 žil v Lublani v ilegalitě, poté odešel k partyzánům. Po druhé světové válce zastával různé funkce. Od května 1945 byl místopředsedou slovinské vlády. V letech 1956 až 1963 byl ministrem komoditního obchodu svazové vlády.
Byl místopředsedou slovinského lidového shromáždění (1963 – 1967), místopředsedou federální skupštiny (1967 – 1974) a předsedou Skupščiny SR Slovinsko (1974 – 1978), když ve funkci vystřídal Tone Kropuška. V letech 1978 až 1982 byl členem republikového Předsednictva.
Zemřel v Lublani v lednu 1989.
Byl mimo jiné nositelem Partyzánské pamětní medaile 1941, Řádu hrdiny socialistické práce, Řádu národního osvobození a Řádu národního hrdiny.